# 纱丽

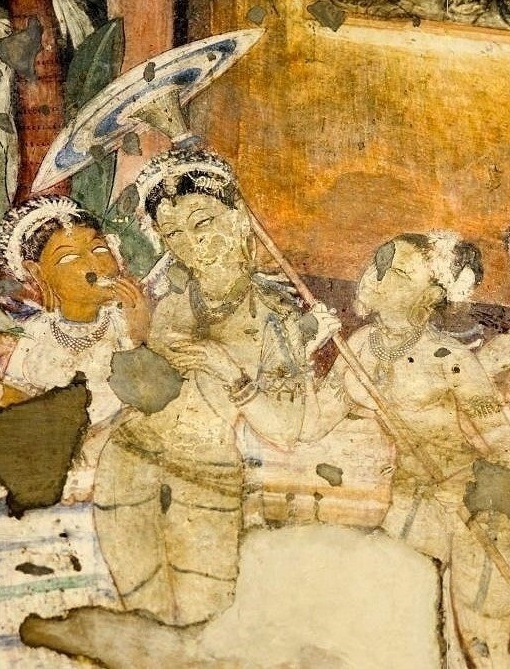
古印度笈多王朝石窟壁畫中穿紗麗的婦女。

紗丽（又称“紗丽服”，英语：“Saree 或 sari”）是印度、孟加拉国、巴基斯坦、尼泊尔、斯里兰卡等国妇女的一种传统服装。用印度絲綢制作的紗麗一般長5.5米，寬1.25米，兩側有滾邊，用刺繡装饰。通常圍在長及足踝的襯裙上，從腰部圍到腳跟成筒裙狀，然後將末端下襬披搭在左肩或右肩。

## 样式

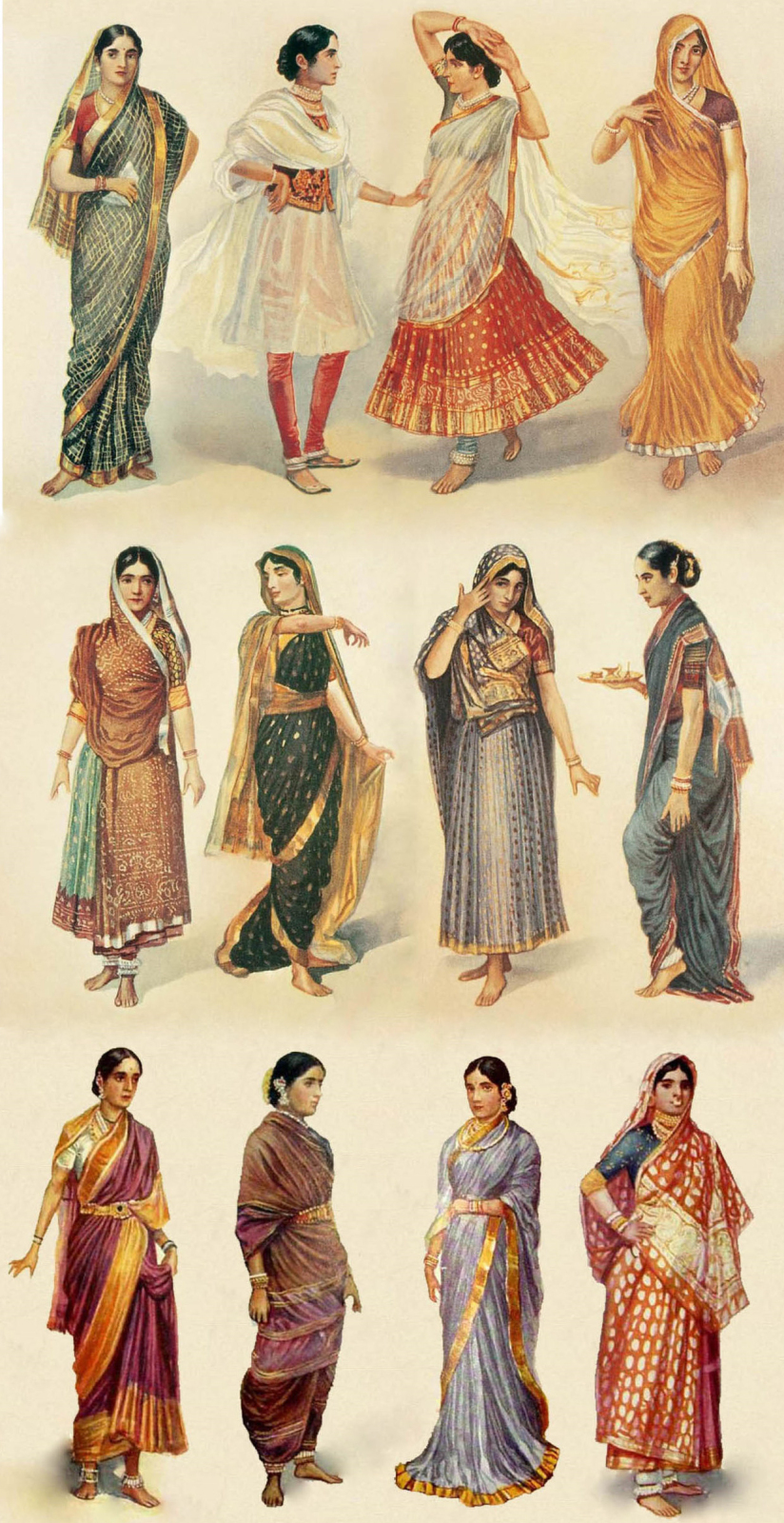
纱丽的样式

纱丽的穿样式，多种多样，并各地多有一定差异，大致可分为：印度、斯里兰卡、孟加拉、尼伯尔、缅甸及马来西亚等。
但多以披肩为最常见，亦有简单围系于腰间的简单穿法。